# Mixophyes fasciolatus
Mixophyes fasciolatus је водоземац из реда жаба и фамилије Myobatrachidae. 

## Угроженост
Ова врста није угрожена, и наведена је као последња брига јер има широко распрострањење.

## Распрострањење
Аустралија је једино познато природно станиште врсте.

## Популациони тренд
Популација ове врсте је стабилна, судећи по доступним подацима.

## Станиште
Станишта врсте су шуме и слатководна подручја.